# Don Chaney
Donald Ray Chaney (ur. 22 marca 1946 w Baton Rouge) – amerykański koszykarz, występujący na pozycjach obrońcy oraz skrzydłowego, trener koszykarski. Dwukrotny mistrz ABA (1969, 1974), wielokrotnie zaliczany do składów najlepszych obrońców ligi, były Trener Roku NBA.
Po ukończeniu McKinley High School zdecydował się na stypendium sportowe od University of Houston. W trakcie czterech lat występów w barwach Cougars notował średnio 12,6 punktu oraz 5,3 zbiórki. W tym czasie jego zespół osiągnął rezultat 81-12, oraz dwukrotnie awansował do NCAA Final Four. 
W 1968 został wybrany w drafcie do NBA z numerem 12 ogólnej listy, przez zespół obrońców tytułu mistrzowskiego - Boston Celtics. Jako debiutant wystąpił w zaledwie 20 spotkaniach sezonu zasadniczego, notując średnio 4 punkty oraz 2,3 zbiórki. Miał jednak swój skromny udział w obronie tytułu mistrzowskiego. Przez kolejne lata szkolił się głównie w aspektach defensywnych, co zaowocowało pięciokrotnym wyborem do drugiego składu najlepszych obrońców ligi.
Przed rozpoczęciem rozgrywek 1975/1976 zdecydował się na zmianę ligi, na konkurencyjną ABA, gdzie zasilił szeregi zespołu Spirits of St. Louis. Jego przygoda z tą ligą nie potrwała jednak zbyt długo, ponieważ już w kolejnym sezonie powrócił do NBA, zasilając, jako wolny agent, skład Los Angeles Lakers. 27 grudnia 1977 został wymieniony, wraz z Kermitem Washingtonem oraz późniejszym wyborem pierwszej rundy draftu 1978 (Freeman Williams), w zamian za Charliego Scotta. Tym samym wrócił do miejsca, w którym rozpoczynał swoją zawodową karierę, czyli do Bostonu. W 1980 zakończył swoją sportową karierę, aby cztery lata później rozpocząć kolejną - trenerską. 
W 1991 został wybrany do Galerii Sław Sportu Stanu Luizjana (Louisiana Sports Hall of Fame).

## Osiągnięcia

### Zawodnik
NCAA
- Uczestnik rozgrywek:
  - NCAA Final Four (1967, 1968)
  - turnieju NCAA (1966–1968)

NBA
- 2-krotny Mistrz NBA (1969, 1974)[7]
- 5-krotnie wybierany do II składu defensywnego NBA (1972–1975, 1977)[2]
- Uczestnik meczu gwiazd Legend NBA (1989)[8]

### Trener
- Trener Roku NBA (1991)[3]
- mistrz świata - jako asystent trenera (1994)[9]